# Patinação de velocidade nos Jogos Olímpicos de Inverno de 1936
A patinação de velocidade(pt-BR) ou patinagem de velocidade(pt-PT?) nos Jogos Olímpicos de Inverno de 1936 consistiu de quatro de eventos para homens. As provas foram realizadas entre os dias 11 e 14 de fevereiro de 1936.

## Medalhistas
Masculino
| Evento                | Ouro                          | Prata                         | Bronze                            |
| --------------------- | ----------------------------- | ----------------------------- | --------------------------------- |
| 500 metros detalhes   | Ivar Ballangrud NOR Noruega   | Georg Krog NOR Noruega        | Leo Freisinger USA Estados Unidos |
| 1500 metros detalhes  | Charles Mathiesen NOR Noruega | Ivar Ballangrud NOR Noruega   | Birger Wasenius FIN Finlândia     |
| 5000 metros detalhes  | Ivar Ballangrud NOR Noruega   | Birger Wasenius FIN Finlândia | Antero Ojala FIN Finlândia        |
| 10000 metros detalhes | Ivar Ballangrud NOR Noruega   | Birger Wasenius FIN Finlândia | Max Stiepl AUT Áustria            |

## Quadro de medalhas
| Ordem | País               | Medalha de ouro | Medalha de prata | Medalha de bronze |    |
| ----- | ------------------ | --------------- | ---------------- | ----------------- | -- |
| 1     | NOR Noruega        | 4               | 2                |                   | 6  |
| 2     | FIN Finlândia      |                 | 2                | 2                 | 4  |
| 3     | AUT Áustria        |                 |                  | 1                 | 1  |
| 3     | USA Estados Unidos |                 |                  | 1                 | 1  |
| TOTAL | TOTAL              | 4               | 4                | 4                 | 12 |

## Países participantes
Dezessete patinadores competiram em todos os quatro eventos.
Um total de 52 patinadores de 16 países participaram da modalidade:
| - AUS Austrália (1) - AUT Áustria (8) - BEL Bélgica (2) - CAN Canadá (1) - EST Estônia (1) - FIN Finlândia (5) - GER Alemanha (2) - HUN Hungria (1) | - JPN Japão (7) - LAT Letônia (3) - NED Países Baixos (5) - NOR Noruega (7) - POL Polônia (1) - SWE Suécia (1) - TCH Checoslováquia (2) - USA Estados Unidos (5) |